# 李蹇臣
李蹇臣（1798年—1869年），一名蹇臣，初名栖凤，字仪轩。清朝贵州遵义人。
先世本蹇氏，以李為姓。道光年間中副榜，任遵義湘川書院講席。曾辦團練鎮壓楊鳳農民起義。著有《守拙齋訓語》、《守拙齋雜著》、《宋拙齋詩鈔》等。